# Månfördraget
Månfördraget (officiellt: Avtalet om staters aktiviteter på månen och andra himlakroppar) är ett internationellt avtal som reglerar staters verksamhet på månen och andra himlakroppar. Avtalet tillkom under kalla kriget men signerades aldrig av vare sig USA eller Sovjetunionen. Månfördraget fastslår att jurisdiktionen för alla himlakroppar (inklusive omloppsbanorna runt dem) ska vara det internationella samfundet. Därför måste all verksamhet där överensstämma med internationell rätt (särskilt FN-stadgan).
I praktiken är det ett misslyckat fördrag, eftersom det inte har ratificerats av någon av de nationer som ägnar sig åt utforskning av rymden eller har planer på att göra det (till exempel USA, Storbritannien, Europeiska unionen, Ryssland, Kina, Japan eller Indien) sedan tillkomsten 1979 har avtalet därför haft en försumbar effekt på den faktiska rymdverksamheten.

## Parter
Fördraget har ratificerats av Australien, Österrike, Belgien, Chile, Kazakstan, Libanon, Mexiko, Marocko, Nederländerna, Pakistan, Peru, Filippinerna och Uruguay. Dessutom har det endast signerats, utan ratifikation, av  Frankrike,  Guatemala, Indien och Rumänien.

## Innehåll
Fördraget gäller månen och andra himlakroppar i solsystemet, utöver jorden, inklusive banorna runt dem och andra banor till och från dem.
I fördraget görs en försäkran om att månen ska användas endast till förmån för alla stater och folk i det internationella samfundet. Fördraget uttrycker också en önskan om att förhindra att månen blir en källa till internationell konflikt. 

### Punkter i fördraget
- Förbud mot all militär användning av himlakroppar, såsom vapentester och militärbaser.
- Förbud mot all prospektering och användning av himlakroppar utan godkännande eller till förmån för andra stater inom ramen för FN:s deklaration om det gemensamma världsarvet (artikel 11).
- Krav på att FN:s generalsekreterare ska underrättas om alla rymdverksamhet (och upptäckter som gjorts tack vare denna verksamhet).
- En förklaring om att alla stater har lika rätt att bedriva forskning på himlakroppar.
- En förklaring om att stater måste tillgängliggöra prover som erhållits under forskning på himlakroppar för andra stater.
- Förbud mot att ändra miljön på himlakroppar och krav på att stater måste vidta åtgärder för att förhindra oavsiktlig nedskräpning.
- Förbud mot att stater kräver suveränitet över ett territorium av himlakroppar.
- Förbud mot att tillåta privat ägande av himlakroppar.
- Krav på att resursfördelning i rymden ska ske enligt en internationell ordning.[1]